# Sommerbiathlon

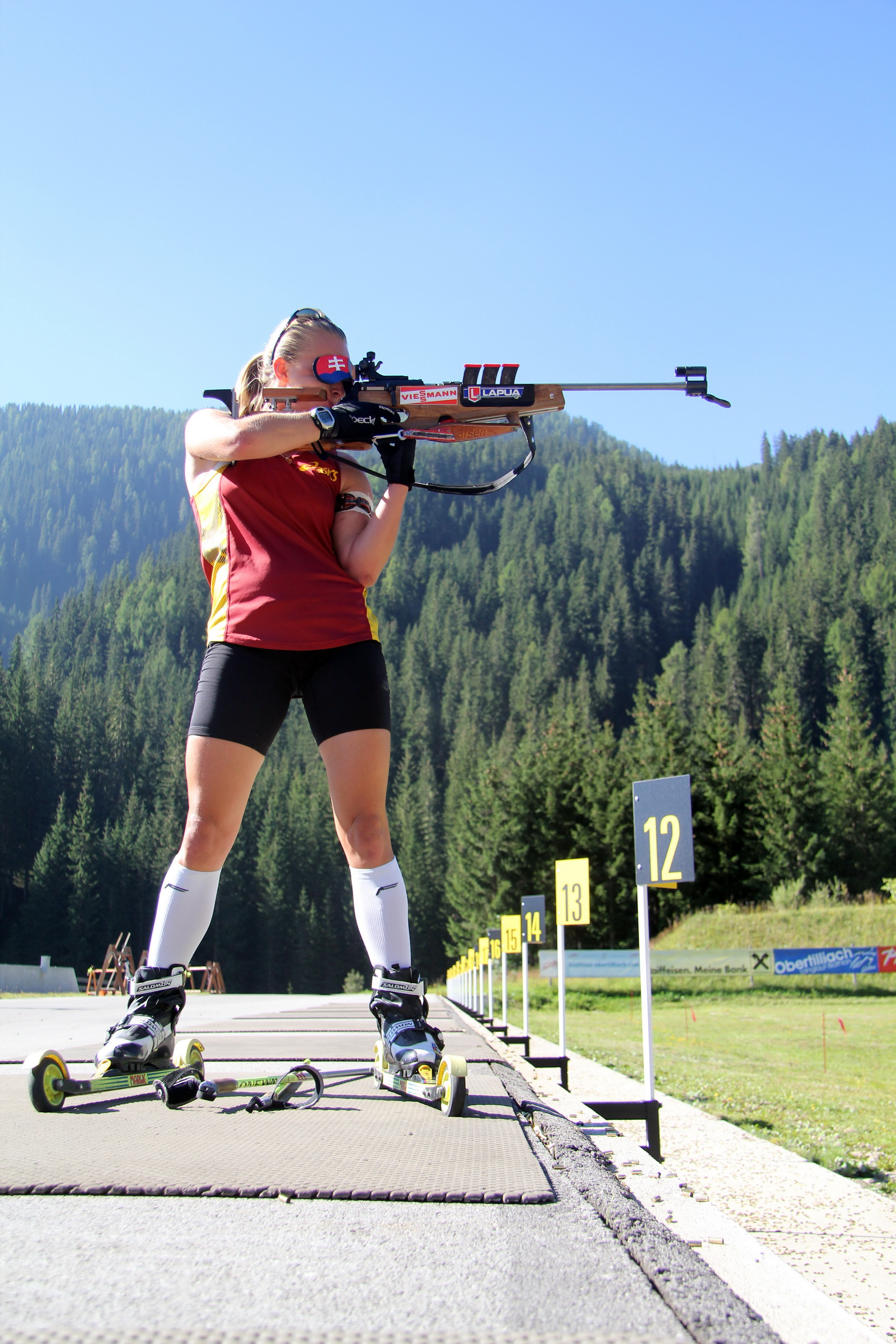
Eine Sommerbiathletin mit Rollerski am Schießstand

Sommerbiathlon bezeichnet eine Mehrkampfsportart, die Schießen mit einem Sportgewehr entweder mit Crosslaufen oder Rollskilaufen kombiniert. 

## Organisation
In Deutschland unterliegt die Crosslauf-Variante der Sportordnung des Deutschen Schützenbundes (DSB). Die Variante mit Rollerski liegt in Deutschland in der Hoheit des Deutschen Skiverbandes (DSV) und weltweit bei der Internationalen Biathlon-Union (IBU).

## Geschichte
Die ersten Sommerbiathlon-Weltmeisterschaften fanden 1996 statt. Seit 1998 werden Wettbewerbe im Sommerbiathlon in Deutschland ausgerichtet. Dabei war zwischen 2008 und 2013 der IBU-Sommercup die regelmäßige Rennserie; jährliche Saisonhöhepunkte sind die Welt- und Europameisterschaften sowie renommierte Einzelveranstaltungen wie beispielsweise der City-Biathlon im saarländischen Püttlingen oder die Rennen im Rahmen des Blinkfestivalen in der Umgebung des norwegischen Sandnes. 
Nach den Weltmeisterschaften 2009 in Oberhof wurden die Crosslaufwettbewerbe aus dem Programm genommen. Internationale Wettkämpfe für die Kombination Crosslauf und Sportschießen waren bis 2014 die Europameisterschaften, danach wurden keine internationalen Wettkämpfe mit Crosslaufen durch die Internationale Biathlon-Union (IBU) durchgeführt.
Internationale Meisterschaften werden nur noch in der verwandten Disziplin Target Sprint unter dem Dach der International Shooting Sport Federation (ISSF) veranstaltet. Der erste internationale Target Sprint fand 2012 statt.; die ersten Weltmeisterschaften im Jahr 2017.

## Wettkampf

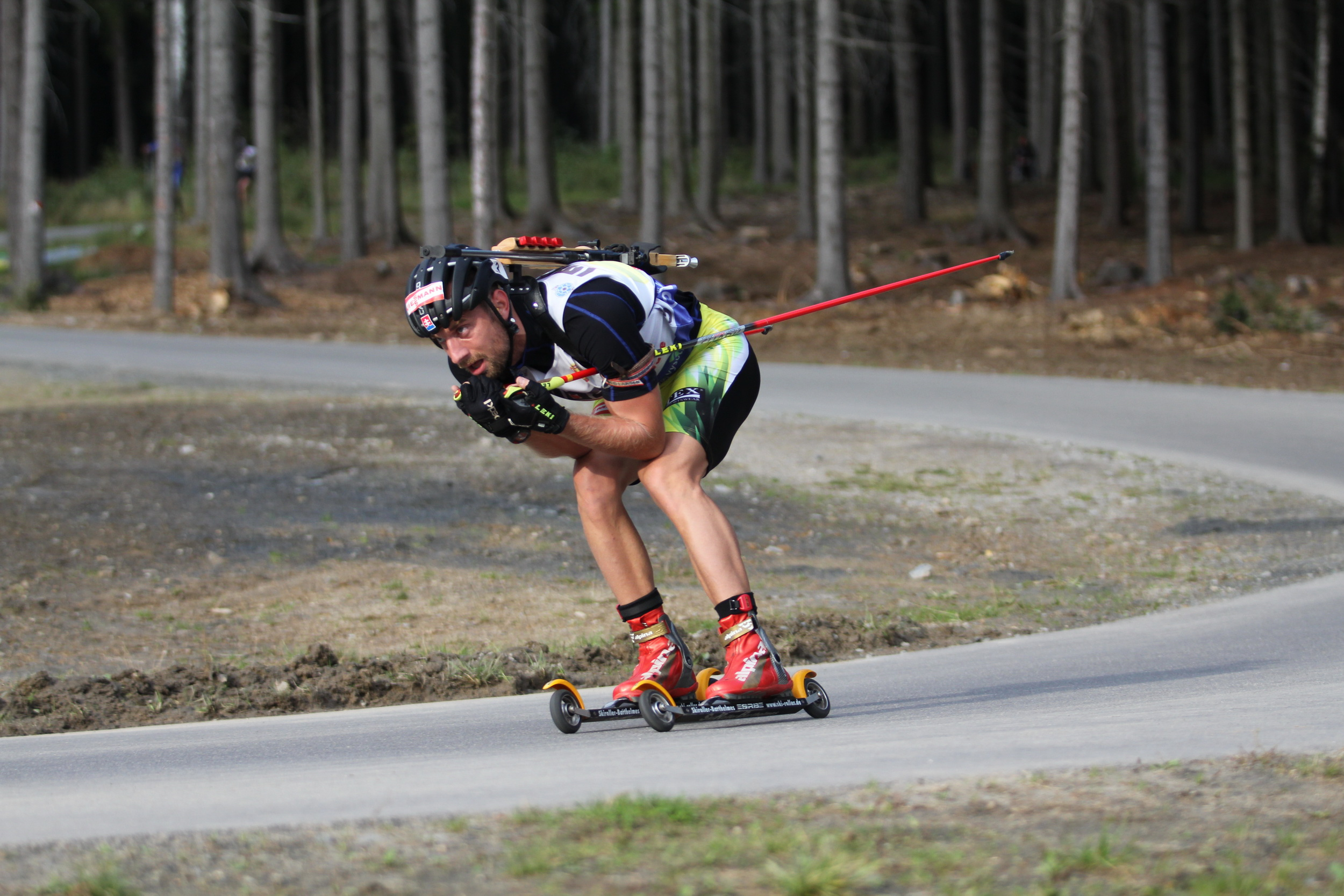
Ein Biathlet auf Rollski bei den Sommerbiathlon-Weltmeisterschaften 2011.

Wetterunabhängig wird Sommerbiathlon von April bis Oktober betrieben.
Die Teilnehmer werden in verschiedene Altersklassen und nach Waffenart (Luftgewehr und Kleinkaliber) unterteilt. Im Crosslauf variiert der Untergrund von Querfeldeinrouten (Cross-Country) bis hin zu befestigten Laufstrecken. Mit Rollski werden ausschließlich befestigte Wege genutzt. 
Ebenso wie in Wintervariante wechseln sich auch beim Sommerbiathlon Lauf- und Schießeinheiten während des Wettkampfes ab. Dabei gilt es, wenigstens einmal jeweils fünf Schüsse im liegenden und stehenden Anschlag abzugeben. Beim Crosslauf werden die Waffen nicht mitgetragen, sondern verbleiben am Schießstand.
Ausgetragen werden mit dem Sprint, der Verfolgung, dem Massenstart und dem Staffelwettkampf unterschiedliche Disziplinen. 

## Ähnliche Sportarten
- Laser Run
- Target Sprint